# Стюарт Хоум
Стюарт Хоум (на английски: Stewart Home; р. 1962 г.) е съвременен британски писател и белетрист.

## Творчество
Най-известното му произведение е романът „Свирка“ (1996). В „Свирка“ Стюарт Хоум използва и до голяма степен пародира стилистиката на пълп-романите на Ричард Алън (псевдоним на Джеймс Мофат). Неговите култови „политически некоректни“ романи често се определят като аван-пълп. Повлиян от Мофат и знаменития майстор на хоръра, Х. П. Лъвкрафт, Стюарт Хоум е може би „най-културно-коварният“ създател на съвременна британска проза.
„Единственият здравомислещ подход към капитализма е шизофренията.“ – Стюарт Хоум
„В повечето от нещата, които правя, може да се види само присмех над сериозните хора, представляващи сериозната култура, т.е. над всичко умерено, усреднено и посредствено – еквивалентът на топла изветряла бира...“ – Стюарт Хоум